# Kedma
Kedma (hebrejsky קֵדְמָה, v oficiálním přepisu do angličtiny Qedma) je vzdělávací komplex a obec v Izraeli, v Jižním distriktu, v Oblastní radě Jo'av.

## Geografie
Leží v nadmořské výšce 101 metrů v pobřežní nížině, v regionu Šefela.
Obec se nachází 17 kilometrů od břehu Středozemního moře, cca 42 kilometrů jižně od centra Tel Avivu, cca 44 kilometrů jihozápadně od historického jádra Jeruzalému a 10 kilometrů severně od města Kirjat Gat. Kedmu obývají Židé, přičemž osídlení v tomto regionu je etnicky převážně židovské.
Kedma je na dopravní síť napojena pomocí dálnice číslo 40.

## Dějiny
Kedma byla založena v roce 1946. Vznikla jako zemědělská osada typu kibuc v rámci osidlovací vlny 11 bodů v Negevu. Koncem 40. let měl tento kibuc rozlohu katastrálního území 2 800 dunamů (2,8 kilometrů čtverečních).
Kibuc ale byl později opuštěn. Roku 1979 byla na jeho místě zřízena mládežnická vesnice, jejíž součástí je střední škola, internát a sportovní areály. Instituce je zaměřena na výchovu mládeže s výchovnými potížemi. Rozloha areálu je 116 dunamů (11,6 hektarů). Školu navštěvuje cca 140 mladých lidí.

## Demografie
Podle údajů z roku 2014 tvořili naprostou většinu obyvatel v Kedma Židé (včetně statistické kategorie "ostatní", která zahrnuje nearabské obyvatele židovského původu ale bez formální příslušnosti k židovskému náboženství).
Jde o menší obec s dlouhodobě rostoucí populací. K 31. prosinci 2014 zde žilo 64 lidí. Během roku 2014 populace klesla o 73,1 %.
| Rok            | 1948 | 1961 | 1983 | 1995 | 2001 | 2003 | 2004 | 2005 | 2006 | 2007 | 2008 | 2009 | 2010 | 2011 | 2012 | 2013 | 2014 |
| -------------- | ---- | ---- | ---- | ---- | ---- | ---- | ---- | ---- | ---- | ---- | ---- | ---- | ---- | ---- | ---- | ---- | ---- |
| Počet obyvatel | 214  | 157  | 76   | 100  | 103  | 93   | 90   | 96   | 92   | 93   | 94   | 189  | 184  | 163  | 239  | 238  | 64   |